# Davey Moore (Boxer, 1933)
David Schultz „Davey“ Moore (* 1. November 1933 in Lexington, Kentucky; † 25. März 1963) war ein US-amerikanischer Weltmeister im Boxen, der von 1953 bis 1963 professionell kämpfte. Er lebte in Springfield, Ohio.
Moore starb an den Verletzungen, die ihm Sugar Ramos in einem langgezogenen Wettkampf zugefügt hatte.

## Karriere
Davey Moore trat am 11. Mai 1953 im Alter von 20 Jahren zum ersten Mal professionell auf, als er in einem sechs Runden langen Kampf gegen Willie Reece auftrat. Daraufhin folgten weitere sieben Kämpfe, wo er seinen Rekord von sechs Siegen, einer Niederlage und einem eingestellten Kampf aufstellte. Von Beginn seiner Karriere bis 1956 kämpfte Moore insgesamt 39 Runden.
Angefangen mit seinem Kampf gegen Gil Cadilli vom 10. April 1957 hatte er eine andauernde Gewinnserie von 18 Siegen, die erst bei seinem technischen K. o. am 7. März 1960 gegen Carlos Hernández endete. Am 18. März 1959 gewann Moore den Weltmeistertitel im Federgewicht. Moore behielt diesen Titel für den Rest seiner Karriere. Am 14. März 1960 gewann er den Kampf gegen Bob Gassey in der ersten Runde, nachdem dieser K. o. ging. Gassey verlor dabei alle bis auf zwei Zähne. 1960 hatte Moore neben dem verloren Kampf gegen Carlos Hernández ein Sieg in Venezuela wegen K. o. Weiterhin kämpfte er in diesem Jahr drei Mal in Mexiko. 1961 hatte er drei Kämpfe, jeweils einen in Paris, Madrid und Rom. Er verteidigte seinen Titel erfolgreich gegen Danny Valdez, der bereits in der ersten Runde K. o. ging und gewann danach drei weitere Kämpfe in Mexiko, bevor er nach Tokio zurückkehrte, um seinen Titel gegen Katsunari Takayama zu verteidigen. 1962 gewann er nach zwei Wochen in Finnland gegen Olli Mäki.
Moore verlor seinen Weltmeistertitel am 21. März 1963 an Sugar Ramos. Bei diesem Kampf zog er sich seine tödlichen Verletzungen zu. Ihm gelangen in seiner kurzen Laufbahn 59 Siege und ein Unentschieden, außerdem wurde ein Kampf eingestellt. 30 seiner Siege wurden durch K. o. herbeigeführt.

## Tod
Moore sollte im Juli 1962 gegen Sugar Ramos im Dodger Stadium kämpfen, doch ein taifunartiger Regensturm traf Los Angeles in dieser Nacht und der Kampf wurde auf den 21. März 1963 verschoben.
In der zehnten Runde während des Kampfes traf Ramos mit seiner rechten Faust Moore hart am Kopf. Dieser fiel daraufhin rückseits gegen die untere Leine des Boxrings und schlug mit dem Halsansatz auf, wodurch der Hirnstamm verletzt wurde. Moore verlor den Kampf durch K. o., jedoch wurde die Schwere der Verletzung nicht sofort erkannt. Er gab sogar noch Interviews. Im Umkleideraum fiel er aber ins Koma und starb einige Tage später. Moores Tod entfachte die öffentliche Debatte erneut, die ein Jahr zuvor durch den Tod von Benny „Kid“ Paret entstanden war. Dieser starb ebenfalls nach einem langen Kampf an schweren Verletzungen im Boxring.

## Trivia
- Moores Tod wurde im Song Who Killed Davey Moore? von Bob Dylan aufgegriffen.